# Tir amb arc als Jocs Olímpics d'estiu de 1904 - Ronda per equips femenina
La ronda per equips femenina fou una de les proves de tir amb arc dels Jocs Olímpics de Saint Louis (Missouri) de 1904. Cada equip està format per quatre arqueres, que han de disparar 96 fletxes a 50 iardes. Sols hi va participar un equip al complet, per la qual cosa durant molt de temps s'ha posat en dubte que la prova complís els requisits per ser considerada prova olímpica.

## Resultats
| Posició | Arqueres                                                   | País         |
| ------- | ---------------------------------------------------------- | ------------ |
| Or      | Matilda Howell Jessie Pollock Laura Woodruff Louise Taylor | Estats Units |
| Argent  | Emma Cooke Mabel Taylor                                    | Estats Units |